# Одна сотая секунды
«Одна сотая секунды» (англ. One Hundredth of a Second) — короткометражный фильм английского режиссёра Сьюзэн Джейкобсон. Дебютная работа режиссёра, снятая в 2006 году. История выбора военного фотографа между красивой фотографией в свой альбом и спасением жизни человека по ту сторону объектива.

## Сюжет
Кейт Гулд — полный амбиций фотожурналист. Волей случая оказавшись в зоне военных действий Восточной Европы, Кейт «охотится» за уникальными кадрами во время перестрелки. Сквозь весь этот хаос она замечает бегущую в неизвестном направлении девочку. В надежде поймать удачный ракурс она следует за ребенком. Девочка, в страхе оглядываясь, случайно встречает человека с оружием. Тот на своем родном языке допрашивает её, прижав автомат АКМС ко лбу и угрожая. Кейт тем временем фотографирует испуганного ребенка. Девочка на мгновение ловит взгляд фотографа, умоляет её о помощи. Но Кейт, поглощённая работой, игнорирует её мольбы и делает ряд финальных снимков.
Чуть позже Кейт номинирована на премию «Лучший Фотограф Года» (в оригинале «the New Photographer of the Year Award»). На церемонии награждения её одолевают воспоминания. Ведущая Мэри Кеннингтон объявляет фотографию «Девочка», автором которой и является Кейт Гулд, победителем. Зал взрывается овациями, когда на экране проецируется ужасающий снимок мёртвой девочки. Кейт поспешно оставляет зрителей, не получив заслуженную награду. На последних кадрах она, скрывшись ото всех, дает волю слезам.

## В ролях
| Актёр              | Роль            |
| ------------------ | --------------- |
| Хезер Луиз Камерон | Девочка         |
| Эмма Клисби        | Кейт            |
| Ричард Диллэйн     | Коннор          |
| Лучиано Додеро     | террорист       |
| Джули Легран       | Мэри Кеннингтон |
| Джонни Палмиеро    | артиллерист     |

## Награды
| Награды                                        | Награды | Награды                               | Награды           | Награды |
| ---------------------------------------------- | ------- | ------------------------------------- | ----------------- | ------- |
| Фестиваль / Премия                             | Год     | Категория                             | Победитель        |         |
| Манхэттенский фестиваль короткометражного кино | 2007    | Лучший игровой короткометражный фильм | Сьюзэн Джейкобсон |         |

1/100 секунды — выдержка или, как её называют иначе, скорость затвора фотоаппаратов первой половины XX века, в которых применялись дроби, кратные 100. На сегодняшний день скорости затвора, равной примерно 1/100 секунды, будет достаточно для съемки идущего быстрым шагом человека.
В основу создания фильма была положена реальная история профессиональной дилеммы и выбора не в пользу объекта съемки. Речь идет о фотокорреспонденте из ЮАР Кевине Картере, чье имя широко прославил снимок, сделанный им в Судане весной 1993 года. Шокировавшая общественность фотография изображает согнувшегося пополам умирающего от голода ребенка, в паре метров от которого приземлился стервятник в ожидании добычи. За неё Картер был удостоен Пулитцеровской премии, но резко осуждён со стороны СМИ. Через три месяца после получения награды покончил жизнь самоубийством.